# Carly Fiorina
Cara Carleton "Carly" Sneed  Fiorina (Austin, Texas, 6 de setembro de 1954) é uma empresária e figura política americana. É filiada ao Partido Republicano.
Carly Fiorina começou sua carreira nos anos 1980 na companhia de telecomunicações AT&T, onde chegou a cargos executivos. Atingiu o topo como  CEO (1999-2005) e Presidente do Conselho da Administração (2000-2005) da Hewlett-Packard, empresa de tecnologia. Passou a ser considerada uma das mulheres mais poderosas dos Estados Unidos.
Depois de deixar o mundo empresarial, tentou ser senadora pela Califórnia. Ganhou a nomeação republicana contra os prognósticos para concorrer pelo posto da democrata Barbara Boxer, que está na cadeira desde 1992. Aquela derrota eleitoral em 2010 é toda a sua experiência sob os holofotes da política.
Carly Fiorina entrou em maio 2015 na disputa para a presidência dos Estados Unidos em 2016 e se tornou a primeira mulher na lista de pré-candidatos do Partido Republicano. Em fevereiro de 2016 oficialmente suspendeu sua campanha após resultados ruins nas primeiras eleições primárias do partido. Na eleição de 2020, Fiorina endossou Joe Biden para presidente.
Segundo o FiveThirtyEight, uma organização apartidária que analisa as posições dos candidatos e realiza pesquisas de opinião, Fiorina é considerada uma moderada dentro do espectro político e faz parte do establishment republicano. Em 2017, ela se descreveu como uma conservadora.